# آمیخت ناهمگن
آمیخت ناهمگن (به انگلیسی: Comproportionation) فرایند معکوس گسست ناهمگن در واکنش‌های شیمیایی است.
جایی که در یک واکنش شیمیایی، دو واکنشگر دارای عناصر مشابه با عدد اکسایش نایکسان باشند و پس از واکنش، در فراورده، آن عنصر دارای یک عدد اکسایش باشد، فرایند آمیخت ناهمگن صورت پذیرفته است.

## نمونه
در واکنش زیر، پنج ید با عدد اکسایش ۱- و یک ید با عدد اکسایش ۵+ وجود دارند. پس از انجام واکنش، نتیجه حاصل، ید با عدد اکسایش صفر است.
IO۳- + 5 I- + 6 H + → 3 I۲ + 3 H۲O